# Волфганг Вебер
Волфганг Вебер (енгл. Wolfgang Weber; 26. јун 1944) бивши је немачки фудбалер. Познат је по томе што је дао изједначујући гол за Западну Немачку у финалу светског првенства 1966. против домаћина Енглеске.

## Каријера
Играо је као одбрамбени играч у Келну, у 356 утакмица Бундеслиге. Постигао је гол на Вемблију 1966. године у финалу Светског првенства, када је изједначио резултат на 2—2. Енглеска је победила са 4—2 у продужетку.
Играо је за Келн између 1963. и 1978. године. Такође, играо је за Немачку на европском првенству 1968. и светском првенству 1970. године. Последњи пут је играо за своју земљу 1974.

## Каснији живот
Од лета 1978. до јануара 1980. тренирао је Вердер Бремен, када је у другој сезони отпуштен. У пензији је играо на специјалној олимпијади.